# Märt Kosemets
Märt Kosemets (* 25. Januar 1981 in Tallinn, Estnische SSR) ist ein ehemaliger estnischer Fußball- sowie Futsalspieler.

## Verein
Der Mittelfeldakteur spielte in seiner Jugend für den SK Aeg und den FC Lelle. Bei letzterem absolvierte er als Jugendlicher schon 16 Drittligaeinsätze, bevor er 1998 in den Nachwuchs des FC Valga wechselte. Dort kam er in zwei Partien der Esiliiga zum Einsatz, bevor er weiter zum FC Flora Tallinn ging und dort 2001 die nationale Meisterschaft feiern konnte. Anschließend kehrte er wieder zum FC Valga zurück und später waren Tulevik Viljandi, FC Elva, erneut der FC Flora Tallinn sowie JK Tervis Pärnu die weiteren Stationen. Bis zu seinem Karriereende 2010 spielte er dann noch beim Fünftligisten Tallinna JK Kotkad.

## Nationalmannschaft
Von 1996 bis 2003 absolvierte Kosemets insgesamt 39 Partien für diverse estnische Jugendauswahlen. Am 15. November 2000 debütierte er auch für dessen A-Nationalmannschaft in einem Testspiel gegen Kirgistan. Beim 1:0-Heimsieg im Kuressaare linnastaadion stand er über die kompletten 90 Minuten auf dem Feld. Bis Ende 2004 folgten in unregelmäßigen Abständen noch fünf weitere Einsätze für die Auswahl.

## Erfolge
- Estnischer Meister: 2001

## Sonstiges
Zwischen 2008 und 2014 war Kosemets für den FC Betoon Tallin sowie Tallinna SSK Augur in der höchsten heimischen Futsal-Spielklasse aktiv und absolvierte 2008 auch zwei Länderspiele für die Futsalnationalmannschaft Estlands.